# Lepanthes obtusipetala
Lepanthes obtusipetala är en orkidéart som först beskrevs av William Fawcett och Alfred Barton Rendle, och fick sitt nu gällande namn av William Fawcett och Alfred Barton Rendle. Lepanthes obtusipetala ingår i släktet Lepanthes och familjen orkidéer.
Artens utbredningsområde är Jamaica. Inga underarter finns listade i Catalogue of Life.